# Nāḩiyat al Quţaylibīyah
Nāḩiyat al Quţaylibīyah (arabiska: ناحية الحصان, ناحية القطيلبية) är ett subdistrikt i Syrien.   Det ligger i provinsen Latakia, i den västra delen av landet, 200 km norr om huvudstaden Damaskus.
Trakten runt Nāḩiyat al Quţaylibīyah består till största delen av jordbruksmark. Runt Nāḩiyat al Quţaylibīyah är det tätbefolkat, med 493 invånare per kvadratkilometer.